# Trionzo
Il rio Trionzo, chiamato anche Moasca è un breve corso d'acqua di 4 km della Provincia di Asti. 

## Idronimo
Nell'"Elenco delle acque pubbliche" predisposto nel 1919 dal Ministero dei lavori pubblici e relativo alla Provincia di Alessandria (che a quei tempi comprendeva nei suoi confini anche il Circondario di Asti), il torrente veniva denominato rio Trionzo o Moasca

## Percorso
Nasce nel comune di San Marzano Oliveto in località Bric Uccelletto, tocca per un brevissimo tratto il comune di Calamandrana e confluisce da sinistra nel torrente Belbo a valle di Canelli, a 147 metri di quota..